# Söderköping
Söderköping est une ville de Suède, chef-lieu de la commune de Söderköping dans le comté d'Östergötland
Elle est située à environ 15 kilomètres au sud-est de Norrköping sur la route européenne 22.
Le canal de Göta longe la ville avant de se terminer un peu plus loin dans la baie de Slätbaken (pt) et la mer Baltique. 

## Histoire
Sigismond Vasa est devenu roi de Suède et du Commonwealth polono-lituanien dans le cadre d'une union personnelle lors de son élection au trône de Suède en 1592, au milieu de nombreuses controverses et dissensions religieuses. La réforme protestante et la contre-réforme catholique battaient leur plein et s'opposaient partout en Europe à l'époque. En 1593, Sigismond signe un accord garantissant la liberté religieuse à la majorité protestante de Suède et apaisant les inquiétudes des protestants de toutes les sectes. L'agitation générée par la religion dans le pays s'apaise pour un temps une fois l'accord mis en place, mais elle reprend de plus belle en 1594 grâce à l'action de Sigismond.
En 1595, le Riksdag des États se réunit à Söderköping (parfois connu sous le nom de Riksdag de Söderköping) et élit le duc Charles IX de Suède comme régent de la Suède à la place de son neveu catholique Sigismond - bien qu'il n'ait pas officiellement déposé Sigismond - parce qu'il avait violé son accord en tant que roi élu et celui de 1593 avec le synode d'Uppsala et qu'il s'était plutôt fait le champion des mesures catholiques de la contre-réforme, nommé des catholiques à de hautes fonctions et créé des écoles catholiques pendant cette période d'instabilité religieuse, tout cela en violation de l'accord qu'il avait conclu avec le synode en 1593. La controverse renouvelée atteint son paroxysme en 1594, ce qui amène le Riksdag à mettre de côté son autorité, et toute l'histoire de Sigismond et de ses prétentions au trône de Suède devient une succession d'événements déclencheurs menant aux sept décennies suivantes de guerre dynastique connues sous le nom de guerres polono-suédoises. Sigismond est officiellement déposé par le Riksens ständer de Linköping, le 24 février 1600, qui déclare qu'il a abdiqué son trône. Le même Riksdag a approuvé l'exécution de huit opposants de Charles IX au sein de la noblesse suédoise en tant qu'alliés du roi Sigismond.
Au début du Moyen Âge, c'était le port le plus important de Suède, au confluent des rivières Storån et Lillån. Le commerce se faisait principalement avec Lubeck, surtout pour le sel, les textiles, le beurre et la bière. L'ensablement a finalement entraîné sa disparition en tant que centre commercial. Söderköping se trouve à l'extrémité est du canal de Göta, un canal de 390 km de long ouvert en 1832 pour relier Göteborg à la mer Baltique par voie fluviale.

## Vue d'ensemble
Deux églises construites au début du XIIIe siècle se trouvent près du centre-ville : l'église St. Lawrence et l'église Drothem.
Aujourd'hui, Söderköping est visitée par des touristes étrangers qui font des excursions en bateau sur le Göta Kanal et est une destination populaire pour les habitants de la région. Le magasin de glaces Smultronstället, situé sur les rives du Göta Kanal, est une attraction bien connue. De nombreux aventuriers se retrouvent à Söderköping, car plusieurs voies d'escalade se trouvent dans le centre-ville et l'archipel n'est qu'à quelques kilomètres. Chaque année en automne, Söderköpings gästabud, un festival médiéval, est organisé.

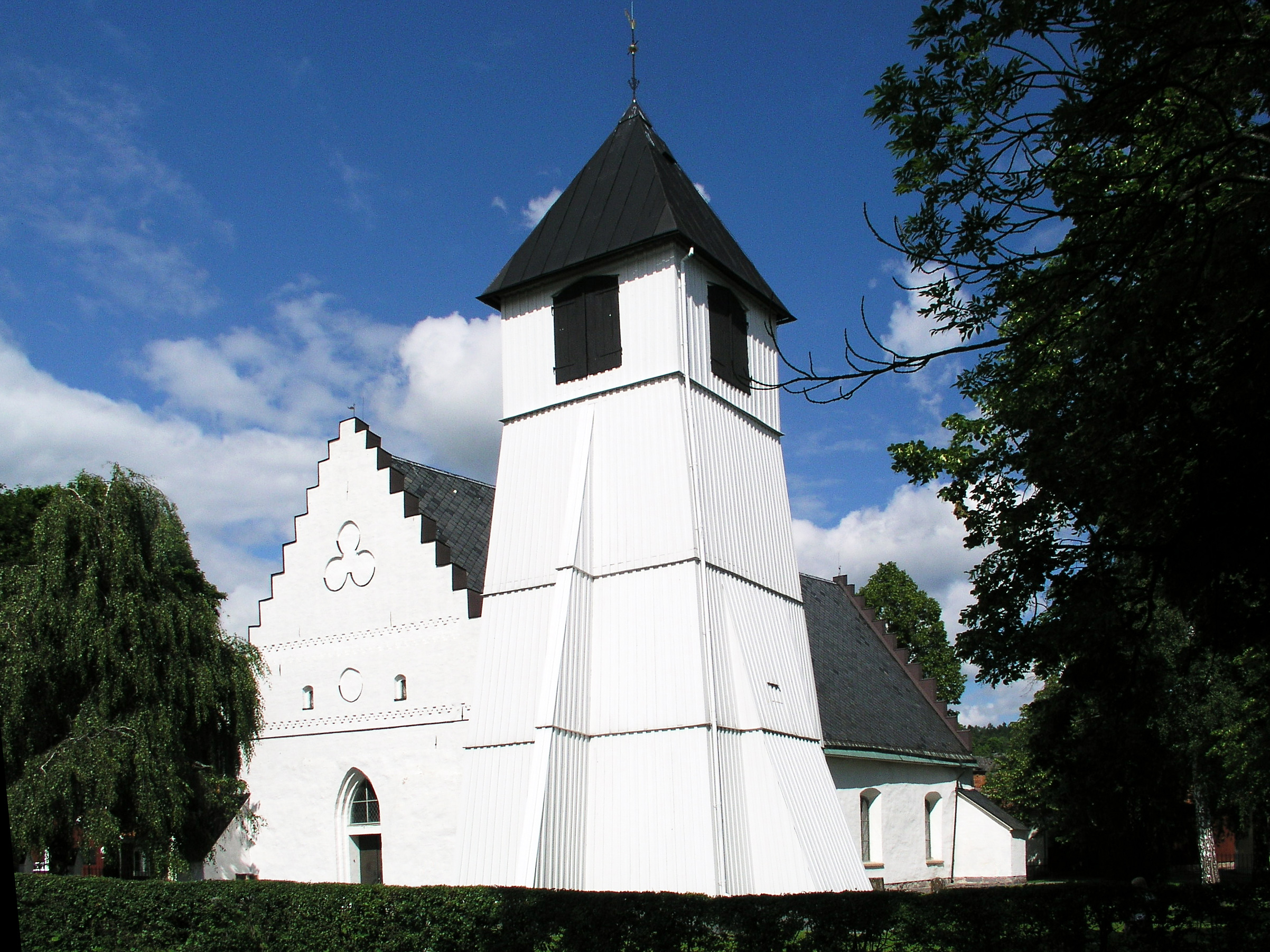
L'église de Drothem, église luthérienne datant de la fin du.